# Relacionamiento de apoyo con enfoque holístico
El relacionamiento de apoyo con enfoque holístico designa el proceso a través del cual un técnico sanitario (enfermero, nutricionista, transfusionista, fisioterapeuta, etc), en forma autónoma o en colaboración, desempeña el rol más completo de encargado o ayudante o cuidador de una persona en dificultades, con el fin de ayudarlo a sobrellevar y/o a superar una crisis. Este relacionamiento o acompañamiento se diferencia de la llamada atención de enfermería, puesto que es y pretende ser mucho más completo e integral, orientándose también a movilizar la capacidad que puede tener un profesional de la salud, para explotar los propios recursos que tiene cualquier persona en dificultades, en cuanto a poder lograr un mejor estado de ánimo, en cuanto a mejor saber sobrellevar una situación adversa de su ámbito de proximidad y/o de su propia salud, en cuanto a un mayor deseo de vivir y de interesarse por las cuestiones de su entorno inmediato o mediato, etc.
En resumen, confianza, respeto, empatía, y autenticidad, son los conceptos clave del relacionamiento de apoyo con enfoque holístico, que en el día a día permite estimular al propio paciente a guiar él mismo su evolución.

## Rol del profesional acompañante
Para un profesional, el acompañamiento de apoyo ante todo es saber ser. La relación está centrada en el individuo que sufre y/o que demanda ayuda, y tiene por objetivo acompañar y ayudar a quien está en dificultades, para el mejor desarrollo de su vida y el mejor cumplimiento de sus objetivos de vida más sentidos. De lo que se trata no es fundamentalmente de encontrar o aportar soluciones, sino más bien de acompañar, ayudando a que el propio afectado encuentre por sí mismo las soluciones más adaptadas a las circunstancias. El relacionamiento de apoyo es una forma de acompañamiento, aun cuando a veces requiera de intervenciones más especializadas. En función de la propia experiencia del profesional y de sus observaciones, el saber ser y el saber comprender le permitirá intervenir o no, según cada situación.
El punto culminante del relacionamiento de ayuda es el de reconocer las mejoras experimentadas por el afectado, así como reconocer sus afectos, sus emociones, y sus sentimientos, en resumen, es conocer a quien se acompaña en cuanto ser humano. Según Hildegard Peplau, el relacionamiento de apoyo y ayuda consiste en el desarrollo de un sistema de vínculos, así como el reconocimiento del mundo o entorno de quien se acompaña, junto a la atención de sus necesidades. El objetivo principal de ese relacionamiento, es el de identificar en profundidad los objetivos de vida y las necesidades primordiales de la persona que está siendo objeto de cuidados. En una perspectiva interaccionista, las necesidades del enfermero o profesional que acompaña, deben articularse con las de la persona atendida ; y este vínculo, si se desarrolla bien, permitirá un desarrollo y un crecimiento personal para los dos: la persona atendida y el profesional.
El método experimentado y puesto a punto por el psicólogo estadounidense Carl Rogers, insiste en centrar la atención en la persona y no en el problema, sea éste una enfermedad, un desequilibrio, una problemática social-familiar implicada, o un determinado síntoma o anomalía. La idea subyacente que está detrás de este enfoque, es la convicción de que cualquier persona posee un fuerte potencial de evolución y de distensión, que tiene su origen en el propio ser, incluso cuando las condiciones de entorno puedan ser desfavorables. De lo que se trata pues es de destrabar en el individuo lo que pueda estar bloqueando o retrasando ese proceso, y relanzarlo para así obtener frutos positivos. La terapéutica aplicada se esfuerza por instaurar en el individuo tratado, un clima de distensión y de confianza, que facilite la expresión natural y sincera del "cliente" en cuanto a lo que siente y a lo que le afecta, ayudándole y estimulándole a desarrollar su autonomía y a mejorar sus relaciones con las otras personas de su entorno inmediato. A efectos de mejor señalar el rol activo que debe tener el individuo implicado en este proceso, Carl Rogers prefiere llamarle "cliente" en lugar de paciente, pues es él en primer término quien sabe lo que le conviene y agrada así como lo que de alguna forma le hace daño o lo disminuye ; por lo tanto, es el "cliente" quien en primer término debe dirigir y opinar sobre el proceso terapéutico que se le aplica. En ningún caso la terapia y la opinión del terapeuta le deben sustituir. El profesional de la salud en principio no debe imponerse ni aconsejar ni interpretar, pues su rol principal es de acompañar al "cliente" en su trabajo de evolución y de cambio.

### Objetivos
- Según Hélène Lazure, el relacionamiento de ayuda y apoyo trata de alcanzar en la persona que está en cuidados, alguno de los objetivos que se indican seguidamente:[7]
  - atravesar una prueba ;
  - resolver una situación de vida, actualmente o potencialmente problemática ;
  - lograr un funcionamiento personal más satisfactorio ;
  - elaborar y procesar el sentido de la existencia.[8]

- Según Carl Rogers, la enumeración que se señala a continuación, son las cosas que al menos uno de los protagonistas en el relacionamiento busca favorecer en la contraparte (en el otro):[9][10]
  - el crecimiento ;
  - el desarrollo ;
  - una mayor madurez ;
  - un mejor funcionamiento del diario vivir y una mayor capacidad de afrontar las problemáticas y los conflictos que se planteen ;
  - una mejor apreciación de las potencialidades del propio individuo ;
  - una mejor capacidad de expresión ;
  - un mejor uso funcional de los recursos.

- Según el 'Syndicat National des Professionnels Infirmiers (SNPI)' de Francia, lo esencial es:[11]
  - la relación profesional/cliente debe tener un carácter intimista y de mutua confianza (se debe respetar al máximo la intimidad del enfermo, por ejemplo golpeando la puerta antes de entrar, no interviniendo en sus conversaciones telefónicas, etc) ;
  - no se debe sustituir la voluntad del paciente, ni decidir en su lugar (siempre contestar las preguntas del paciente y respetar sus deseos, no despertarle innecesariamente salvo que sea estrictamente indispensable, tener en cuenta el confort del enfermo y sus horarios naturales así como sus deseos circunstanciales o habituales, etc) ;
  - se debe dar un sentido a lo que se hace y a como se actúa (la falta de personal en muchos casos va en contra de la calidad de la atención al paciente, pero en esos casos al menos tener siempre una disculpa a flor de labios, hablar con entonación amable, sonreír, hacer gestos empáticos como por ejemplo tomarle la mano o tocarle la frente, etc ; por otra parte, las ayudas por ejemplo en cuanto a la higiene personal, deben tener el doble sentido de conseguir la misma, y a la vez de hacer sentir mejor y más cómodo al paciente) ;
  - nunca descuidar tampoco los aspectos psicológicos (siempre actuar con tacto y sin imposiciones ; cuidar, ayudar, deben ser compatibles con hacer sentir cómodo al paciente, contribuyendo a que renazca su esperanza y sus deseos de vivir ; también favorecer que el paciente se ocupe de algo que le guste y le interese, y de ninguna manera tratarle de forma paternalista ; en la medida de lo posible siempre ofrecer opciones, y dejar que el paciente decida).

### Relación entre profesional y sujeto atendido
Lo esencial del relacionamiento de un paciente con un profesional de la salud va más allá de los registros de indicadores biomédicos, de la higiene, y de la administración de medicamentos, y es el propio relacionamiento del profesional con el paciente en sí mismo; en esencia, todo nace de este encuentro. El relacionamiento de ayuda y apoyo es el hilo conductor del cuidado de la salud, y la base de la confianza que el paciente pone en quienes le cuidan.
Bien entendido, se trata de una relación bilateral y no unilateral, donde de un lado está el profesional que sabe una serie de cosas del paciente, y del otro lado está el paciente que ignora muchas cosas sobre sí mismo y que a veces mal comprende muchas situaciones. La realidad por cierto es bien compleja, pues el profesional jamás debe olvidar que la persona que solicita ayuda, de hecho (y de manera consciente o inconsciente) sabe mejor que nadie qué es lo que siente y le inquieta, y qué es lo que lo problematiza. Y por ello, la escucha activa es fundamental. El relacionamiento de ayuda y apoyo necesita de competencias específicas, con el fin de responder adecuadamente a las necesidades de la persona atendida.

### Competencias en cuanto a cuidados de apoyo
Las competencias en cuanto a cuidados de apoyo, es una cuestión clave; sigue una enumeración:
- Disponibilidad e interés hacia la persona atendida, en cuanto actitud mental ;
- Práctica tanto de la escucha silenciosa como de la escucha activa (cuando el paciente expresa algo, estar atento y concentrado en lo que dice, no distraerse ni interrumpirlo, y asentar con la cabeza cada vez que se dice algo razonable que puede llegar a ser positivo);[1][14]
- Buen manejo de la comunicación, tanto bajo formas verbales como no verbales;[1]
- Hacer sentir al paciente que se está cerca de él, y que se experimenta por él afecto y simpatía, tocarle o acariciarle y/o tomarle la mano cuando la ocasión sea propicia, sonreírle con frecuencia, y asegurarle por distintas vías que no se le engaña sino que se es sincero (nunca dar la espalda al paciente cuando se le habla ni torcer la vista, para así favorecer el cara a cara);[1]
- Promover el conocimiento avanzado de sí mismo, tanto en el paciente como en el propio profesional actuante ;
- En todo momento práctica de una actitud empática, y asimismo desarrollo de la inteligencia emocional, tratando de motivarse al máximo, y tratando de perseverar en cuanto a los objetivos que no parecen estar alcanzándose;[15]
- Autenticidad y congruencia en las afirmaciones y comentarios ;
- Reformulación de posturas cuando se entienda necesario ;
- Utilización frecuente del pronombre personal « yo » cuando se dirige la palabra al interlocutor ;
- Utilización de intervenciones de exploración, con uso de preguntas abiertas ;
- Respeto hacia el silencio de la persona atendida si ese pareciera ser su deseo, pero a la vez, ingenio para romper ese silencio en cuestiones que parecieran conflictivas y/o cargadas de posibles consecuencias ;
- Práctica de intervenciones afectivas y sin trazas de imposición o agresividad : ayuda activa a la verbalización, o sea, ayuda a quien se atiende para que encuentre las palabras que expresan sus sentimientos y emociones, y también expresar resumida y claramente cosas estrictamente no dichas por el paciente, pero que razonablemente pueden deducirse de lo expresado o del contexto;[1]
- Buena identificación de los afectos y emociones del interlocutor ;
- Hacer sentir a la persona problematizada que se le respeta en sus decisiones actuales o pasadas, y que no se le juzga;[1]
- Generar confianza uno en el otro, en ambos sentidos.[1]

### Dificultades
Las situaciones problemáticas a veces son un freno o un escollo al buen relacionamiento de apoyo y ayuda, y las cuestiones que están en estas circunstancias son las siguientes:
- la organización de los cuidados y la carga de trabajo del profesional, resta tiempo y energías ;
- la ausencia de objetivos claros en la persona que se cuida ;
- el no reconocimiento de la importancia de tienen los aspectos relacionales de los cuidados, tanto por parte de los profesionales de la salud como por parte de las instituciones ;
- la ausencia de formalización y/o de trazas de una verdadera gestión relacional ;
- la confusión de términos y conceptos vinculados con el relacionamiento de ayuda y de apoyo ;
- el desconocimiento de lo que es y significa realmente el relacionamiento de apoyo por parte del público en general, e incluso por parte de otros profesionales intervinientes ;
- la falta de conocimientos y de competencias de los profesionales de la salud en cuanto al relacionamiento de apoyo, y la necesidad de asegurar esta formación ;
- el desconocimiento de sí mismo de la parte del profesional interviniente, y ausencia de trabajo en este sentido ;
- la pérdida de control respecto de sí mismo, por ejemplo, por no poder controlar adecuadamente el propio estrés que se desarrolla como resultado de la función que se cumple, o por otras causas.[15]

## Posibles diagnósticos prevalentes
Son prevalentes en cuanto a la necesidad del relacionamiento de apoyo, los diagnósticos y señalamientos que siguen:
| - Angustia frente a la muerte, y/o frente a la enfermedad y el tratamiento; - Ansiedad ; - Automutilaciones ; - Comunicación verbal alterada ; - Conflictos decisionales ; - Conflictos frente a los roles parentales ; - Confusión extrema, confusión aguda ; - Confusión crónica ; - Denegación de manera no constructiva ; - Desorganización corpotamental de un bebe o niño de muy corta edad ; - Desamparo espiritual ; - Duelo anticipado y/o disfuncional, duelo crónico, tristeza crónica; - Disminución crónica de la autoestima, inseguridad extrema ; - Dolores agudos o crónicos sin causa biofísica aparente ; - Dinámica familiar disfuncional y/o perturbada ; | - Alcoholismo y adicciones ; - Disfuncionamiento sexual ; - Hábitos sexuales perturbados ; - Identidad personal perturbada ; - Imagen corporal perturbada o distorsionada ; - Interacciones sociales perturbadas ; - Aislamiento social ; - Ineficaces mecanismos de autoprotección ; - Pérdida de la fuerza vital o impulso vital, desinterés y entrega ; - Pérdida de toda esperanza ; - Miedo extremo o continuo ; - Tendencia a la automutilación ; - Tendencias suicidas ; - Tendencias a ejercer violencia frente a los otros, o incluso respecto de sí mismo. |

## Marco reglamentario
En Francia, el marco reglamentario del relacionamiento de ayuda y apoyo, refiere al Código de la salud pública, libro III Auxiliares médicos - Profesionales de enfermería, capítulo 1, sección 1, Actos profesionales (decreto n° 2004-802 del 29 de julio de 2004, artículo R. 4311-5):
- 40° Entrevista de acogida, donde se privilegie la escucha de la persona (con orientación posterior si fuera necesario) ;
- 41° Ayuda y sostén psicológico ;
- 42° Observación y vigilancia de trastornos del comportamiento.

También debe consultarse el artículo R. 4311-6, donde se expresa lo que sigue.
En el dominio de la salud mental, además de los actos y cuidados mencionados en el artículo R. 4311-5, el profesional también debe ocuparse de lo que se indica a continuación :
- 1° Entrevista de acogida del paciente y de su entorno cercano ;
- 2° Evaluación de la posible conveniencia de realizar terapias individuales o de grupo ;
- 3° Supervisión de personas en un cuarto de aislamiento ;
- 4° Supervisión y evaluación de emprendimientos terapéuticos que asocien médico, paciente, y otro(s) profesional(es) de salud intervinientes.